# Screw
Screw är en musikstil som utvecklades i Houston, Texas under sent 80-tal och början av 90-talet. Screw är en gren av hiphop, och dess uppfinnare, DJ Screw, därav namnet, var en pionjär då han skruvade ner hastigheten på vinylskivorna för att skapa en långsam känsla. Denna långsamma och slappa känsla är något som representerar dagens hiphop-scen i Texas. När man skruvar ner en låt så klipper man även i den, för att upprepa det man tycker är viktigt i låten. Därav namnet "Screwed and chopped". För att en låt ska kunna sälja i Texas är man nästan tvungen att göra en "Screwed and chopped" version. 
Dagens artister som dominerar Screw-scenen är Paul Salyton eller Paul Wall och Mike Jones. Paul Wall är en rappare och DJ, som sen länge har producerat andras och sina egna låtar. Han och Chamillionaire har samarbetat och släppt många mixtapes tillsammans. För Mike Jones blev 2005 något av hans genombrottsår då hans album, "Who is Mike Jones?" släpptes och toppade många listor, sålde platinum och vann flera priser. Andra artister som är kända är; - Bun B, - Pimp C (Bildar tillsammans med Bun B UGK, Underground Kings), - Slim Thug, - Lil' Flip, - Boss Hogg Outlaws (Bland annat Slim Thug) och - Michael "5000" Watts
De artister som startade Screw-musiken är framförallt DJ Screw, som är genrens skapare, och Screwed Up Click, bestående av bland annat Big Hawk, Fat Pat, Lil' Keke och Big Pokey. De utvecklade under 90-talet Screw-musiken och spred den till andra delar av USA. 
Idag finns Screw nästan överallt i USA, men är koncentrerat i Texas, och framförallt Houston.